# Gorges du Dailley
Les gorges du Dailley se trouvent au long de la Salanfe, au-dessous de Van d’en Bas sur la commune de Salvan dans le canton du Valais en Suisse. Un sentier de randonnée composé essentiellement d’escaliers et de passerelles accrochés à la paroi permet de gravir les 186 mètres de dénivellation. 
Cet itinéraire de randonnée offre une expérience rapprochée sur falaises et cascades, une plongée sur la vallée du Rhône et une vue sur les Grand et Petit Combin.

« On y revient toujours, comme fasciné et sous l’effet d’un charme. Il n’est guère de cascade, même parmi les plus vantées, qui produisent un effet plus saisissant. »

— Émile Javelle (1848-1883), écrivain , Souvenirs d’un alpiniste.

## Historique
L’origine du nom « Dailley » vient du patois régional dans lequel le pin est nommé « Dâlye »,.
Un premier sentier a été créé en juin 1895 à l’initiative de Jean-Pierre Revaz de Salvan, dans le cadre de l’essor du tourisme. « Le coup d’œil est vraiment admirable … on a une succession de chutes toutes plus belles les unes que les autres, invisibles jusqu’à ce jour. La gorge est toute remplie d’une buée de vapeur d’eau pulvérisée où la lumière se joue. Le sentier est tantôt taillé dans le roc, tantôt porté sur des galeries. Un peu plus haut, il passe sur un pont naturel, formé d’énormes blocs, arrêtés par un étranglement des parois, et sous lequel le torrent bondit et mugit superbement ». Le chroniqueur insiste sur l’absence de danger de l’itinéraire. 
Des photographies de Louis Jullien (années 1890) et de Maurice Courvoisier (1924) témoignent de ces premières installations,.
Dans les années 1920, des annonces mettent en vente la « Pension des Gorges du Dailley », située aux Granges (25 lits).
Les aménagements réalisés à la fin du XIXe siècle se sont peu à peu dégradés et la réalisation de la route d’accès à Van d’en Bas en 1944 en a détruit une partie. L’accès aux gorges est alors condamné. Le sentier a été reconstruit par une équipe de bénévoles de l’Association des amis des Granges et du Bioley (AAGB), en deux étapes. Le sentier de 1895 a d’abord été réaménagé de 1991 et 1995, puis l’itinéraire a été agrandi avec la création de la partie inférieure entre 2000 et 2011. Des milliers d’heures de travail volontaire ont été nécessaires, et les frais ont été supportés par l’association, sans aide financière du canton ou de la commune,.

## Randonnée
Le circuit de randonnée part du village des Granges, au-dessus de Salvan, plus précisément de l'hôtel Balance anciennement Pension Gay-Balmaz (construite en 1899). Il fait une boucle de 4,5 km pour une dénivellation de 410 mètres. La marche d'accès se fait par un sentier forestier sur 1,5 km, c'est aussi un « sentier nature » donnant des indications sur les essences rencontrées. Un pavillon et un pont sur la Salanfe précèdent la montée dans les gorges, composée presque exclusivement d’escaliers et de passerelles de bois et de métal : 600 marches pour 186 mètres de dénivellation. Au sortir des gorges on arrive à Van d’en Bas dans le vallon de Van, le retour se fait par le col de la Matze.
Une alternative consiste depuis Les Granges à prendre le sentier en direction de Tête-des-Crêtes et des marmites glaciaires, qui résultent du travail de l’eau sous le glacier qui existait lors de la dernière glaciation. De là on se rend au fond des gorges où se trouve la prise d’eau de l’aménagement électrique de la Pissevache, juste au-dessous du pont sur la Salanfe.

## Galerie

Gorges du Dailley
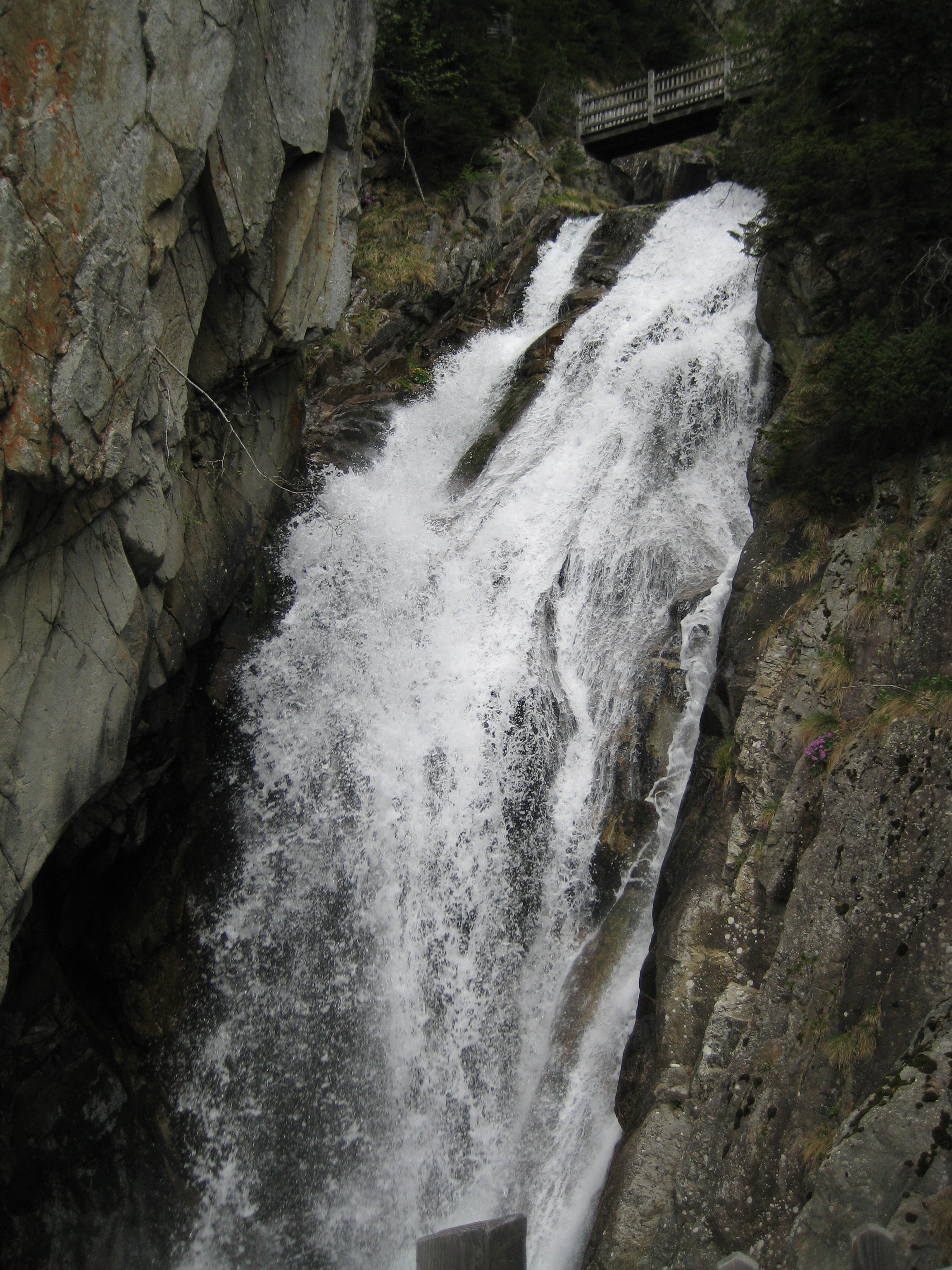
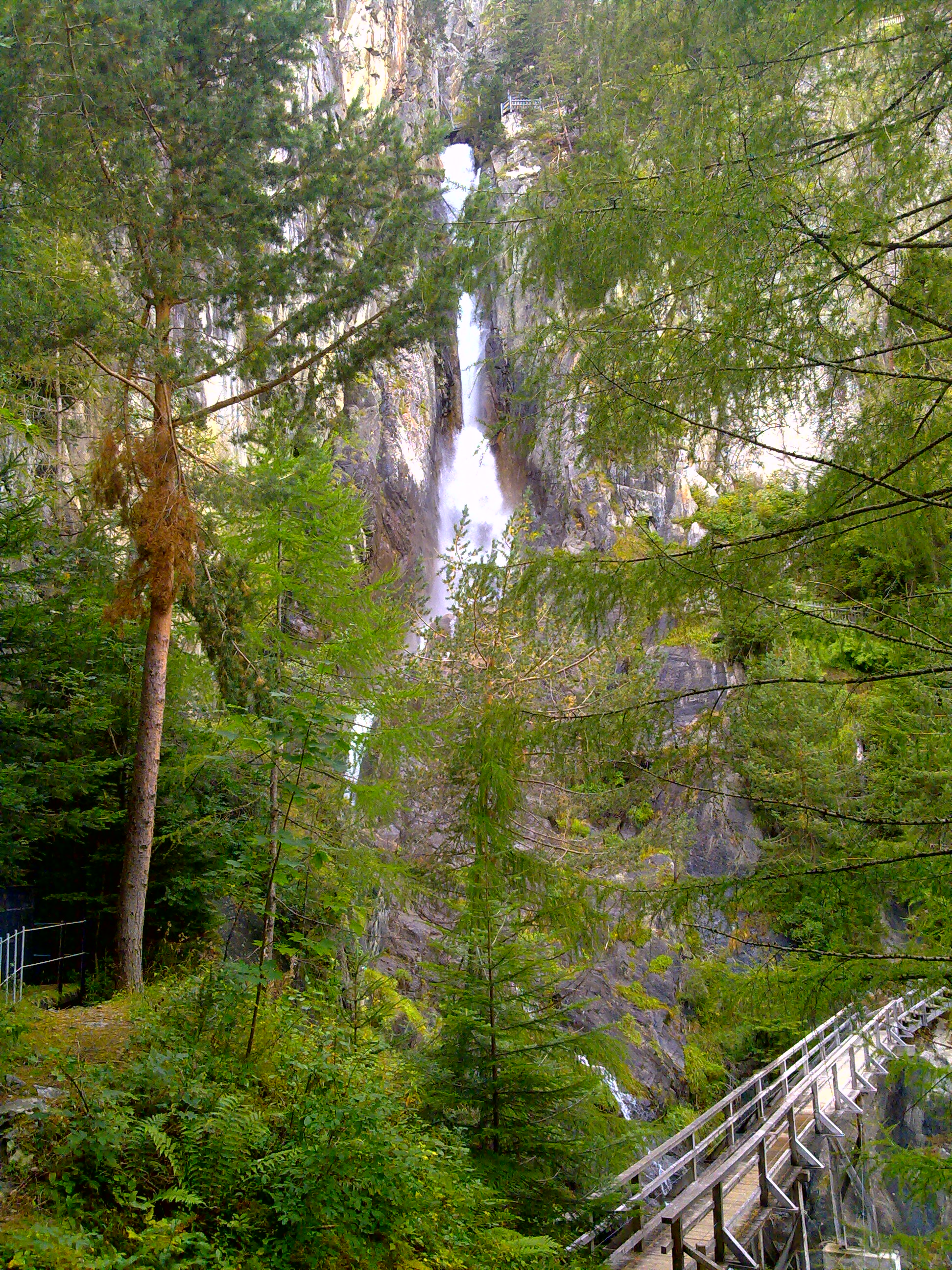
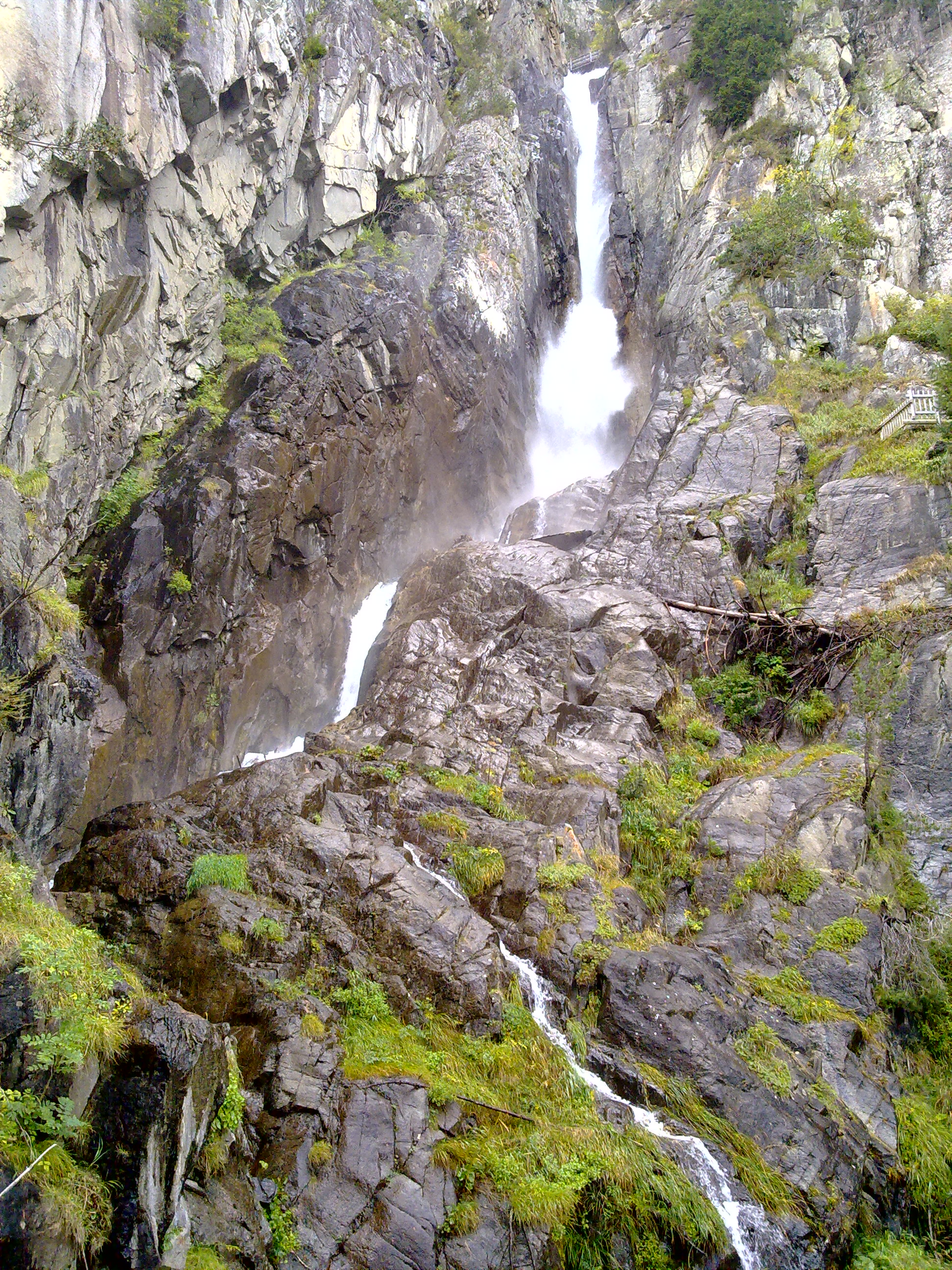
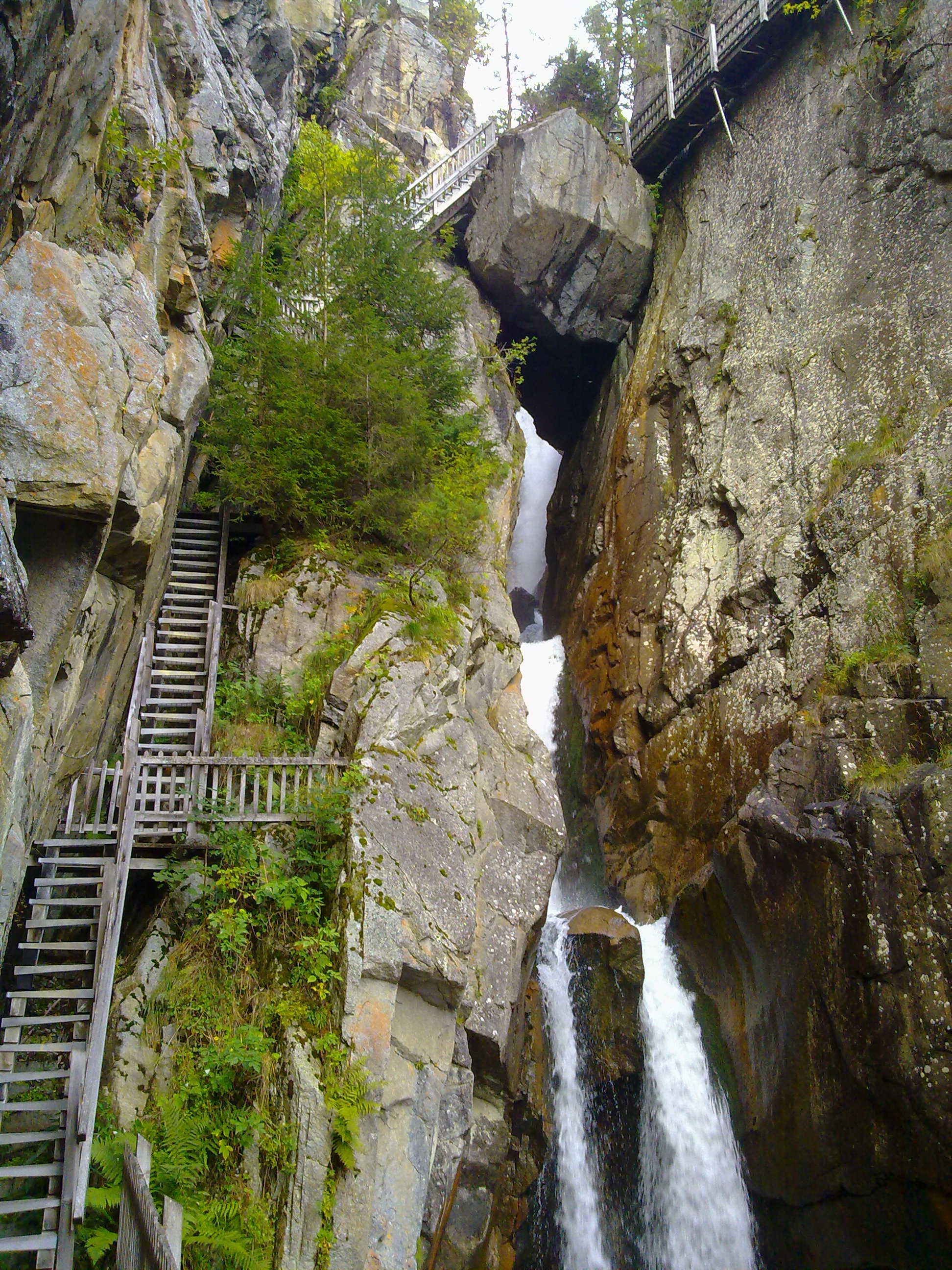
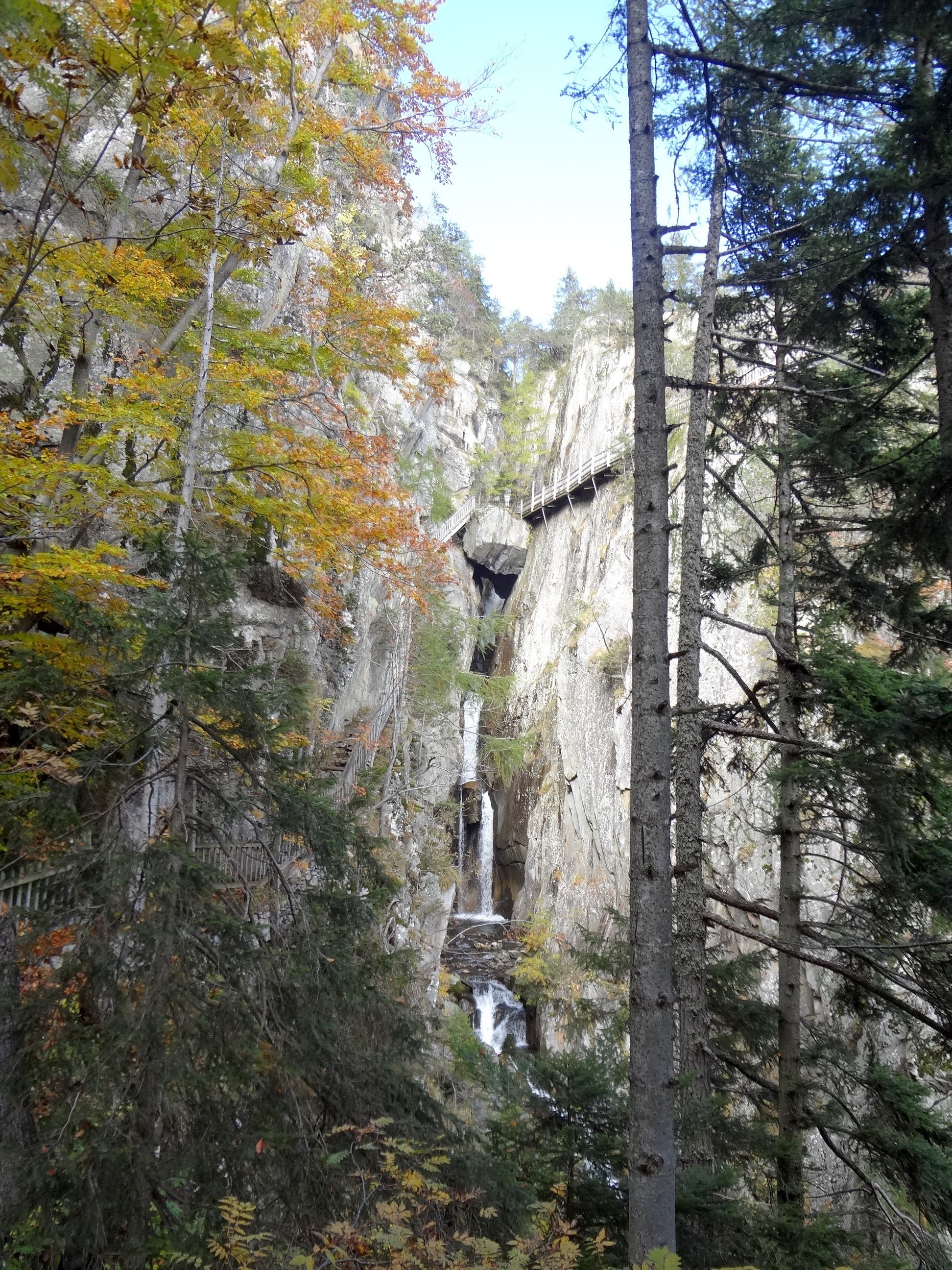

Sentiers d'accès : Tête-des-Crêtes et col de la Matze
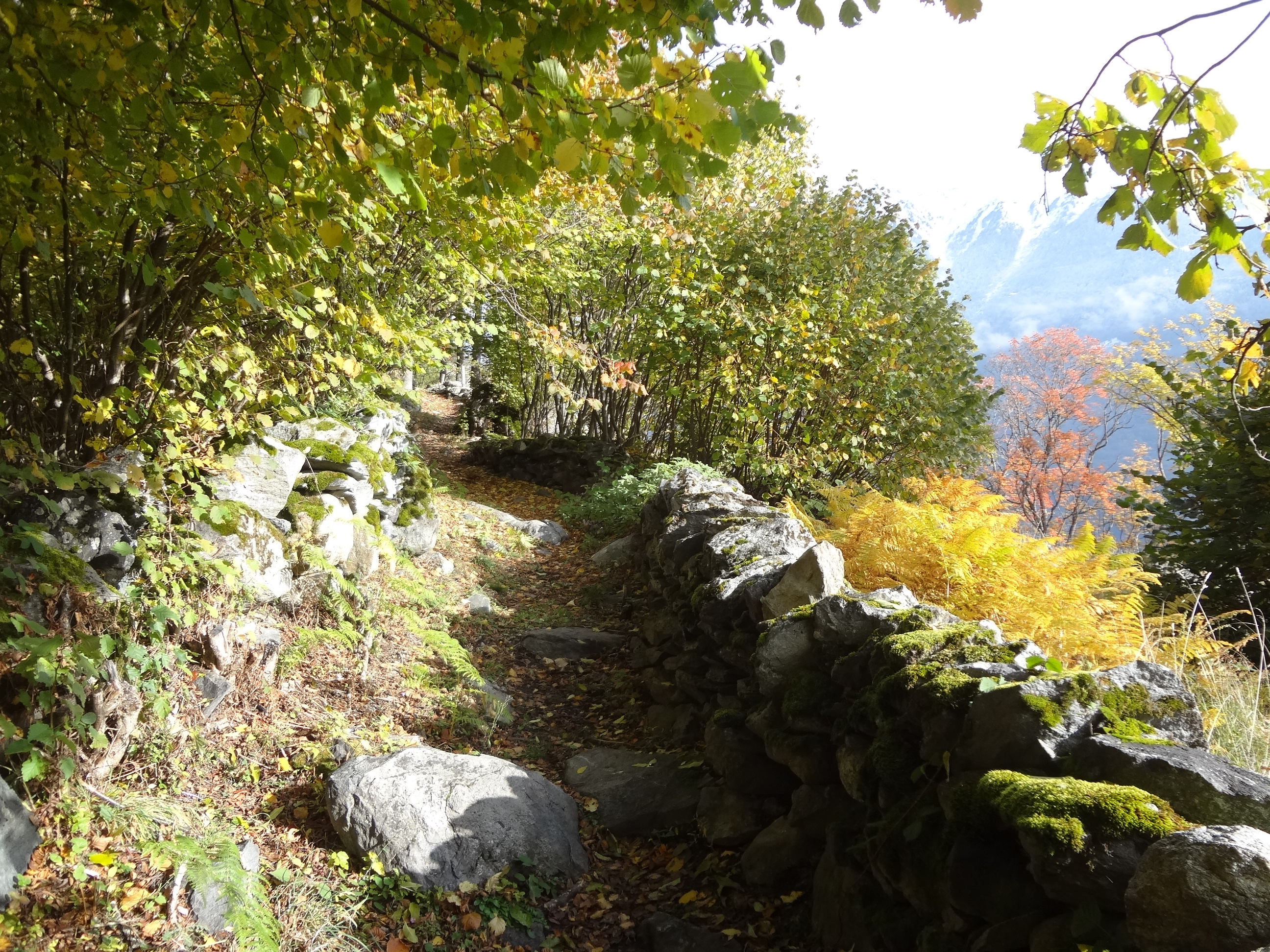
Vers la Tête-des-Crêtes
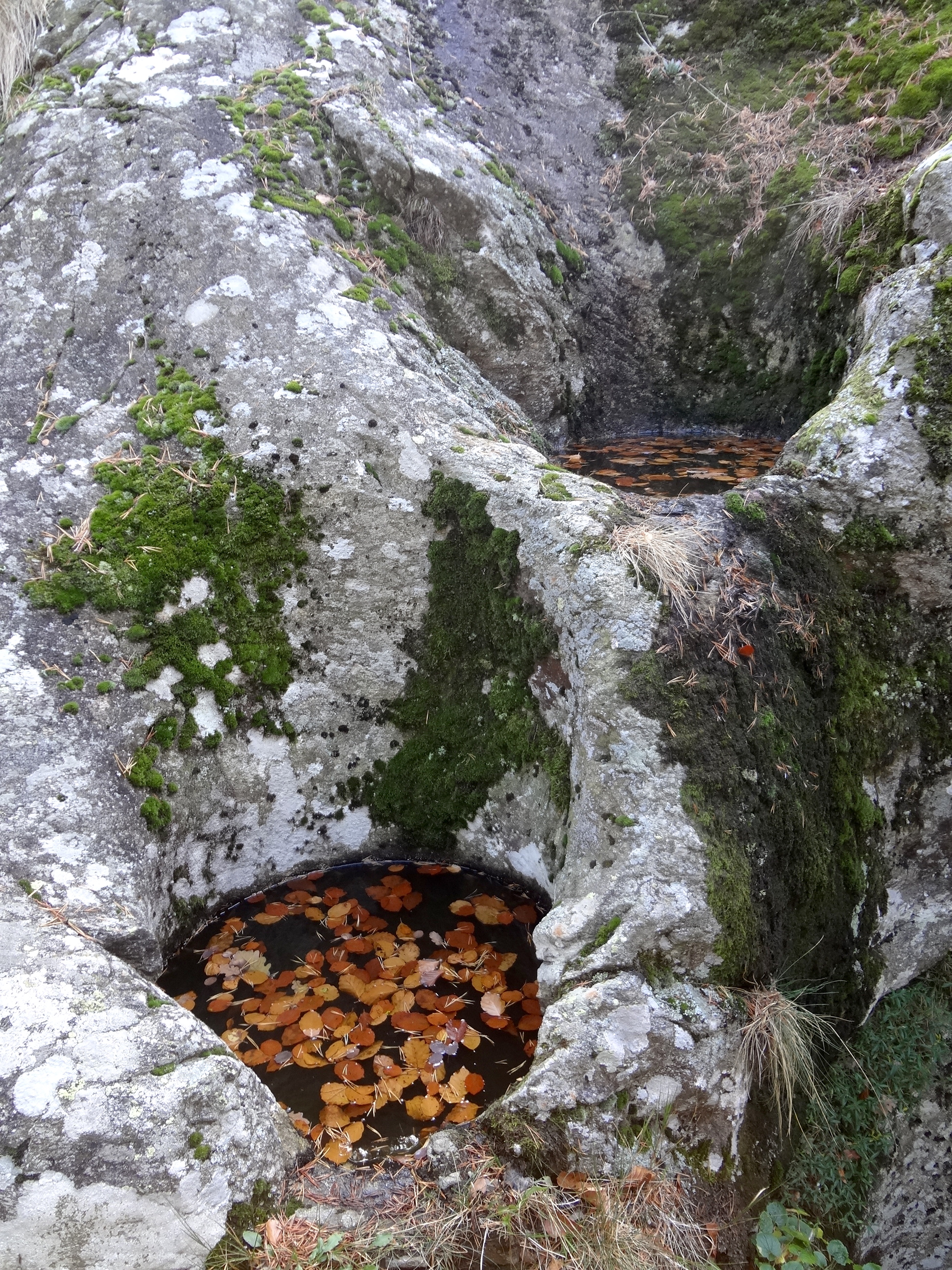
Marmites glaciaires
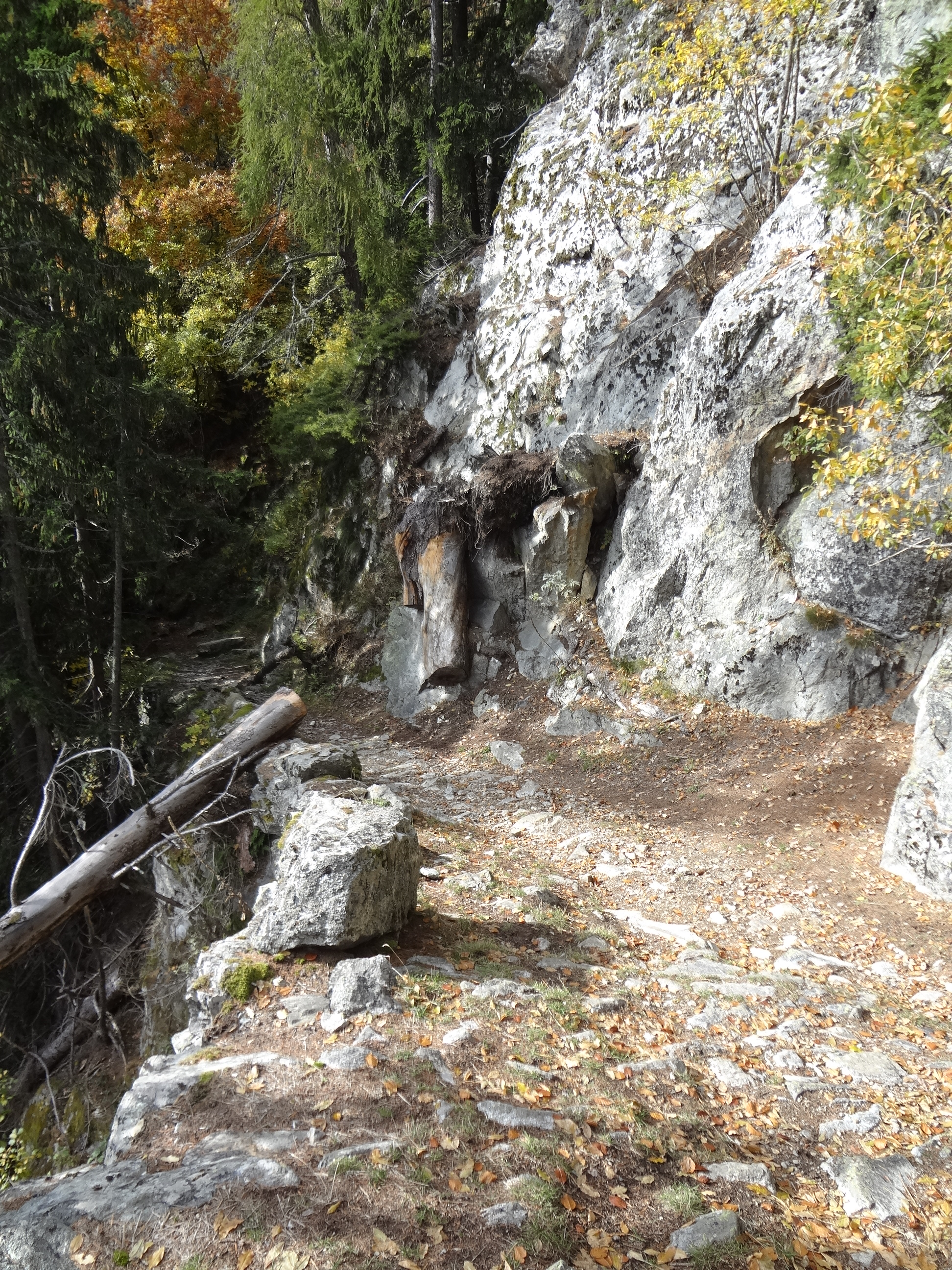
Près du col de la Matze, en direction des Granges
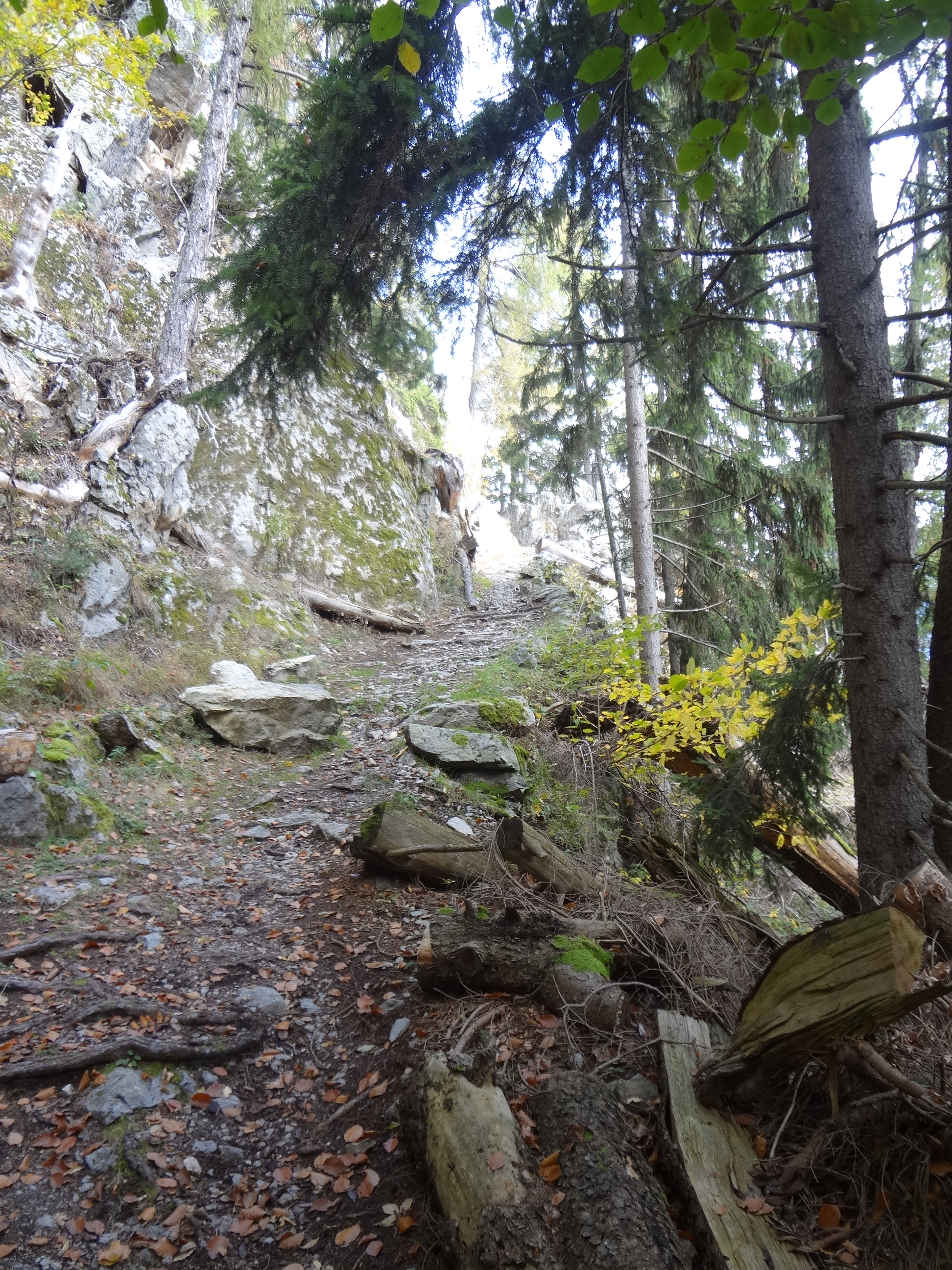
Vers le col de la Matze

## Filmographie
- « Balade dans les Gorges du Dailley », Passe-moi les jumelles du 21 septembre 2012, RTS, 2 min 17 s
- (fr + de) [vidéo][DVD] « Les gorges du Dailley », 2009, Les Granges, Roland Eberle Environ 10 min[12]